# Jozef Lenárt
Jozef Lenárt (3 de abril de 1923 en Liptovská Porúbka - 11 de diciembre de 2004 en Praga) fue un político checoslovaco.
Graduado en química, trabajó para la empresa Bat'a. Fue miembro del Partido Comunista de Checoslovaquia (KSČ) y del Partido Comunista de Eslovaquia (KSS), la rama eslovaca del primero. Fue miembro del Parlamento de Checoslovaquia entre 1960 y 1990, primer ministro del país entre 1963 y 1968 y también presidente interino del país entre el 22 y el 30 de marzo de 1968.

## Biografía
Fue líder de la Resistencia checa durante la Segunda Guerra Mundial y se unió al Partido Comunista de Checoslovaquia en 1943. Se convirtió en secretario del Comité Central del KSČ en 1958. En 1962 presidió el Consejo Nacional Eslovaco. El 21 de septiembre de 1963 fue nombrado primer ministro. Asumió durante una semana el cargo de Presidente de la República del 22 al 30 de marzo de 1968 después de la partida de Antonín Novotný. Renunció como primer ministro el 4 de abril de 1968. En mayo de 1969 asumió el liderazgo del departamento económico en el Comité Central y asumió el cargo de Secretario del Comité Central del Partido Comunista de Checoslovaquia. En enero de 1970 fue nombrado Primer Secretario del Comité Central del Partido Comunista de Eslovaquia.
| Predecesor: Viliam Široký   | Primer ministro de Checoslovaquia 1963 - 1968 | Sucesor: Oldřich Černík |
| Predecesor: Antonín Novotny | Presidente de Checoslovaquia 1968             | Sucesor: Ludvík Svoboda |

- Datos: Q465455
- Multimedia: Jozef Lenárt / Q465455